# República Autônoma da Crimeia
República Autônoma (português brasileiro) ou Autónoma (português europeu) da Crimeia (em ucraniano:  Автономна Республіка Крим, transl. Avtonomna Respublika Krym; em russo:  Автономная Республика Крым, transl. Avtonomnaya Respublika Krym; em tártaro da Crimeia:  Qırım Muhtar Cumhuriyeti, em cirílico Къырым Мухтар Джумхуриети) é uma entidade política dentro da Ucrânia. No entanto, devido à instabilidade política recente na região e à ocupação por tropas militares russas, a soberania nacional sobre a península está sendo motivo de disputas entre a Rússia e a Ucrânia desde março de 2014. Em 11 de março de 2014, o parlamento da República Autônoma da Crimeia adotou uma declaração de independência. Em 16 de março de 2014, a maioria dos eleitores votou a favor de um referendo pela integração à Rússia.
Após o referendo, os legisladores da Crimeia votaram formalmente tanto pela separação da Ucrânia como o pedido para fazer parte da Federação Russa. A legitimidade e a legalidade da votação foi rejeitada pelo governo da Ucrânia e pela maioria da comunidade internacional, com poucas exceções. Em 18 de março de 2014, o presidente da Rússia, o primeiro-ministro da Crimeia e o prefeito de Sebastopol assinaram em conjunto um acordo para que a Crimeia e Sebastopol passassem a fazer parte, oficialmente, da Rússia.
Atualmente, a República da Crimeia (como é conhecida enquanto subdivisão federal russa) é uma república autônoma dentro da Federação Russa, na costa norte do Mar Negro, anexada em 2014 pelo governo russo. O referendo que aprovou a anexação é considerado ilegal pela Resolução 68/262 da Assembleia Geral das Nações Unidas, sendo então a Crimeia considerada um território ucraniano sob ocupação russa. Para esses países, ela continua a fazer parte da Ucrânia, embora integre, de facto, a Federação Russa, que anexou a República e a cidade de Sebastopol como entidades separadas, depois de um referendo no qual a maioria da população dessas duas regiões decidiu-se pela união com a Rússia, e após uma declaração de independência unilateral do Parlamento da Crimeia. A república abrange, portanto, praticamente toda a península, com exceção da cidade de Sebastopol, sede da mais importante base da marinha russa.

## História
Desde cerca de 700 a.C., a península foi dominada por diferentes reinos, impérios e etnias, tendo sido total ou parcialmente controlada por cimérios, antigos búlgaros, gregos, citas, romanos, godos, hunos, cazares, russos quievanos (os precursores dos Estados modernos da Bielorrússia, Ucrânia e Rússia,) os bizantinos, venezianos, genoveses, quipchacos, a Horda Dourada, turcos otomanos, o Império Russo, a União Soviética, a Alemanha nazista, a Ucrânia e agora, a Federação Russa.

#### Ucrânia independente
Com o colapso da União Soviética, a Crimeia passou a fazer parte da nação recém-independente da Ucrânia, o que provocou tensões entre a Rússia e aquele país. Com a Frota do Mar Negro estacionada na província, a preocupação com a ameaça de conflitos armados ocorria ocasionalmente. Gradualmente, os tártaros da Crimeia começaram a retornar do exílio e se fixar novamente em sua terra de origem.

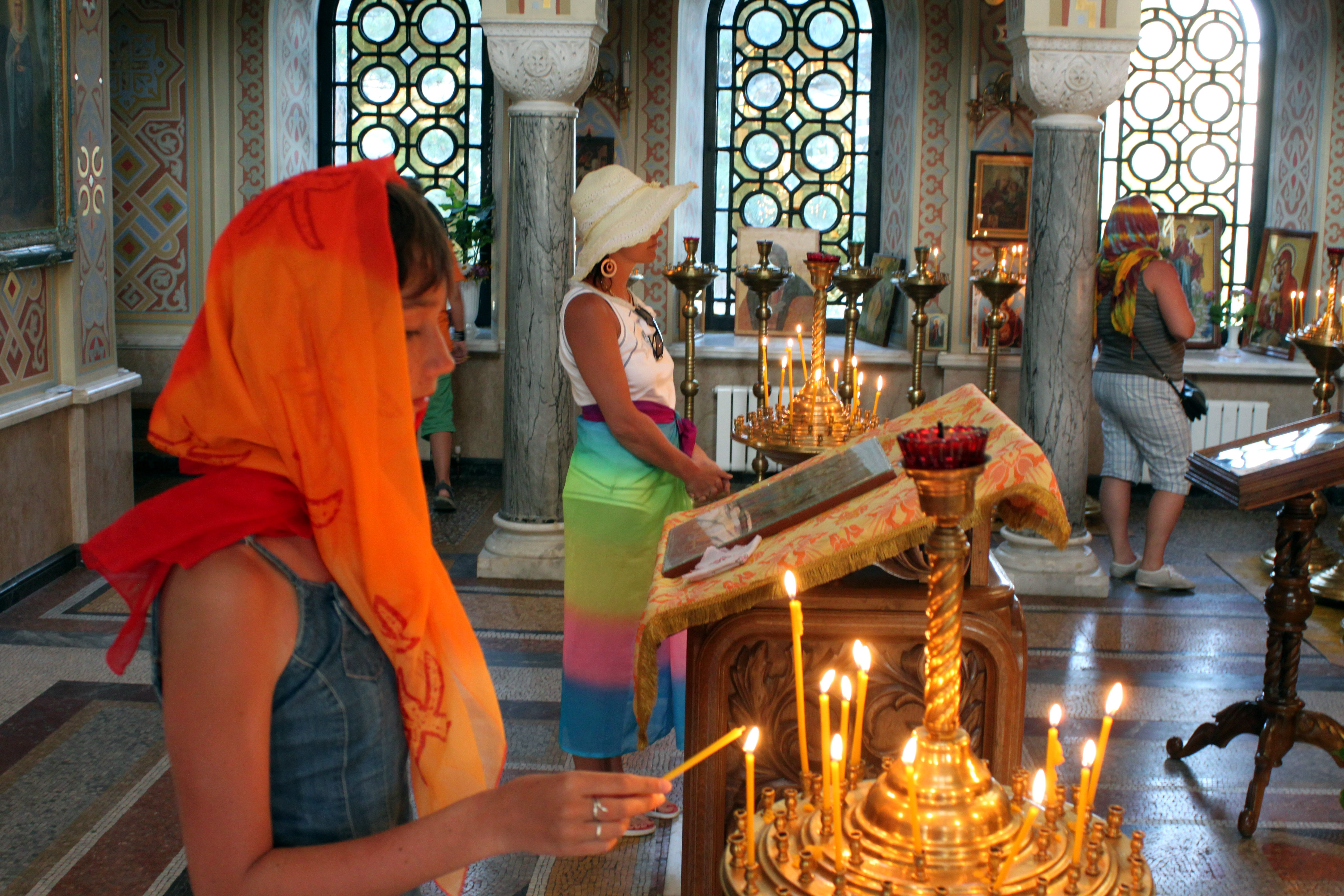
Os territórios que pertenciam à União Soviética estão passando por um renascimento religioso; na foto, a Igreja da Ressureição de Cristo, próxima a Ialta

Em 26 de fevereiro de 1992 o Verkhovniy Sovet (parlamento da Crimeia) alterou o nome da república para República da Crimeia, e, em 5 de maio daquele ano, proclamou sua autonomia. (que, no entanto, ainda tinha que ser aprovado por um referendo a ser realizado em 2 de agosto de 1992); no mesmo dia, a primeira Constituição da Crimeia foi aprovada. Em 6 de maio de 1992 o mesmo parlamento inseriu na constituição uma cláusula que declarava que a Crimeia fazia parte da Ucrânia.
Em 19 de maio a Crimeia concordou em continuar a fazer parte da Ucrânia, anulando sua proclamação de autogoverno, porém os comunistas crimeanos forçaram o governo da Ucrânia a ampliar a autônomia da região.:587 No mesmo período, o presidente russo Bóris Iéltsin e o presidente ucraniano Leonid Kravtchuk concordaram em repartir a antiga Frota Soviética do Mar Negro entre a Marinha da Rússia e a recém-formada Marinha da Ucrânia.
Em 14 de outubro de 1993 o parlamento crimeano criou o cargo de presidente da Crimeia, e estabeleceu uma cota de representantes dos tártaros no Conselho dos 14. A situação política turbulenta, no entanto, continuou. Algumas emendas foram feitas à constituição para tentar amenizar os conflitos,[carece de fontes?] porém em 17 de março de 1995 o Parlamento da Ucrânia acabou intervindo, anulando a Constituição da Crimeia e removendo Yuri Meshkov, então presidente da Crimeia, juntamente com o seu cargo, devido às alegações de que teria atuado contra o Estado e promovido a integração com a Rússia. Depois de uma constituição interina, a atual constituição foi aprovada, alterando novamente o nome do território para República Autônoma da Crimeia.
Após a ratificação do Tratado de Amizade, Cooperação e Parceria, em maio de 1997, a respeito da divisão da Frota do Mar Negro, as tensões internacionais começaram a diminuir. Em 2006, no entanto, eclodiram diversos protestos contra a OTAN na península. Em setembro de 2008 o ministro das relações exteriores da Ucrânia, Volodymyr Ohryzko, acusou a Rússia de conceder passaportes russos para a população da Crimeia, e descreveu o fato como um "problema real", tendo em vista a política declarada da Rússia de realizar intervenções militares no exterior para proteger seus cidadãos.
Em 24 de agosto de 2009 diversas demonstrações anti-ucranianas foram realizadas na Crimeia por residentes da Crimeia de etnia russa. Serguei Tsekov, do partido político Bloco Russo, e, na época, vice-presidente do parlamento da Crimeia, afirmou que esperava que a Rússia tratasse a Crimeia da mesma maneira com que havia tratado a Ossétia do Sul e a Abcázia. Discussões acaloradas eclodiram no parlamento ucraniano em 27 de abril de 2010, durante um debate a respeito da extensão do arrendamento de uma base naval russa, após a mesma casa ter ratificado o tratado que permitia a utilização do porto de Sebastopol e outros locais da Crimeia para ancoradouros e outras instalações litorâneas russas até 2042, com renovações opcionais de cinco anos. O tratado também foi ratificado pela Duma Estatal russa.

#### Crise de 2014 e intervenção militar russa
Em 26 de fevereiro de 2014, após a Revolução Ucraniana de 2014, milhares de manifestantes pró-Rússia e pró-Ucrânia se enfrentaram diante do prédio do parlamento da Crimeia, em Simferopol. O motivo do confronto seria a abolição, em 23 de fevereiro do mesmo ano, da lei que regulamentava os idiomas das minorias, incluindo o russo. Esta decisão, que na prática faria do ucraniano o único idioma estatal, não foi sancionada pelo presidente interino.

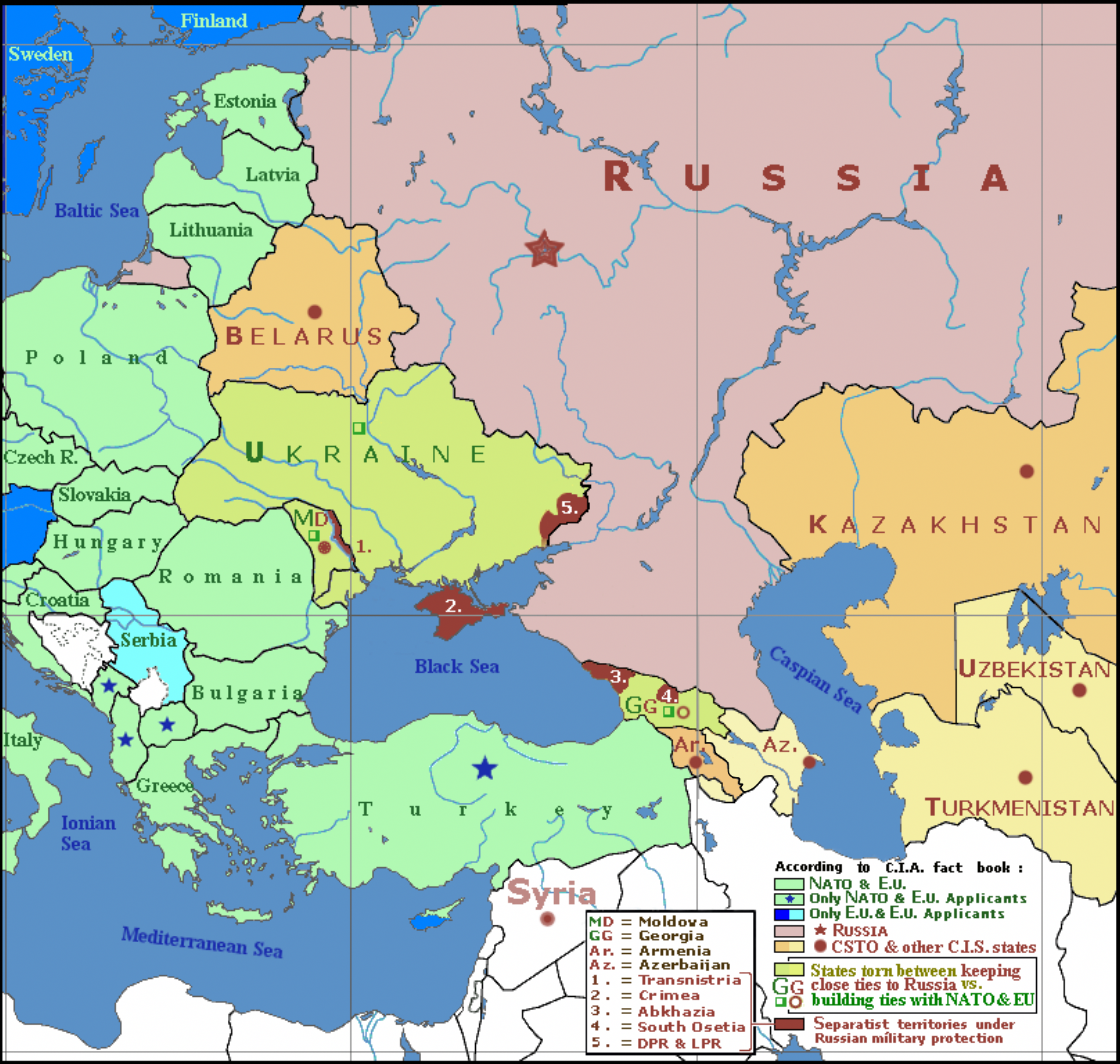
Geopolítica da República Autônoma da Crimeia, março de 2014

As demonstrações foram seguidas pela retirada do poder do presidente ucraniano Viktor Yanukovych, em 22 de fevereiro de 2014, e uma pressão pelos manifestantes pró-Rússia na Crimeia por uma secessão da Ucrânia, e o apelo por ajuda ao governo russo. Cinco dias após o presidente da Ucrânia Viktor Yanukovytch ser deposto de suas funções presidenciais, o Parlamento da Crimeia anunciou um referendo para o dia 25 de maio de 2014, visando decidir se a população crimeana optaria por uma anexação à Rússia ou pela restauração da Constituição da Crimeia de 1992 que dava mais autonomia à região e a tornaria mais independente da Ucrânia. Tal atitude foi repudiada firmemente pelo governo provisório da Ucrânia, Estados Unidos e diversos países da União Europeia. Em contrapartida, a Rússia apoiou e afirmou que reconheceria o resultado desse referendo. Cidadãos da Crimeia de origem tártara e ucraniana anunciaram que boicotariam o referendo.
Em 28 de fevereiro de 2014 as Forças Terrestres da Rússia ocuparam aeroportos e outras localizações estratégicas da Crimeia. O governo interino da Ucrânia descreveu o ocorrido como "uma invasão e ocupação da Crimeia por tropas russas". Tropas russas, no entanto, já estavam estacionadas na Crimeia por mais de uma década, devido a um tratado feito com a Ucrânia, embora o número de soldados presentes em território ucraniano no fim de fevereiro de 2014 tenha constituído uma violação dos acordos deste tratado.[carece de fontes?] Homens armados, que seriam militantes armados ou membros das forças especiais russas, ocuparam então o parlamento da Crimeia. Sob a vigilância de guardas armados e com as portas fechados, os membros do parlamento elegeram então Serguey Aksyonov como o novo primeiro-ministro da Crimeia. Aksyonov afirmou que assumiria o controle único das forças de segurança da Crimeia, e apelou à Rússia "por assistência na manutenção da paz e tranquilidade" na península. O governo central ucraniano não reconhece a administração de Aksyonov e a considera ilegal. O presidente afastado da Ucrânia, Viktor Yanukovitch, enviou uma carta ao presidente russo, Vladimir Putin, pedindo a ele que utilizasse força militar na Ucrânia para restaurar a lei e a ordem. O ministro das relações exteriores russo declarou que o "deslocamento de navios armados da Frota do Mar Negro na Crimeia (...) está ocorrendo em total acordo com os princípios básicos dos tratados russo-ucranianos a respeito da frota".
Em 1 de março, o parlamento russo concedeu ao presidente russo Vladimir Putin a autoridade de utilizar a força militar na Ucrânia. A medida foi condenada tanto por nações ocidentais quanto por países não-alinhados com o bloco ocidental. No mesmo dia, o presidente em exercício da Ucrânia, Oleksandr Turtchynov, declarou a indicação de Aksyonov para o cargo de primeiro-ministro da Crimeia como "inconstitucional". A Rússia havia estabelecido o controle de facto do território.
No dia seguinte Aksyonov anunciou que o referendo seria antecipado para o dia 16 de março do mesmo ano, provocando medidas mais severas da comunidade internacional.
Em 3 de março surgiram relatos de que o comandante da frota russa no Mar Negro havia dado à Ucrânia um prazo de 24 horas para lhe ceder o controle da Crimeia, ou as tropas russas invadiriam e ocupariam a região. A agência de notícias Interfax, no entanto, citou posteriormente um porta-voz da frota que negou a existência de qualquer ultimato.
Em 4 de março diversas bases e navios de guerra ucranianos na Crimeia relataram ações intimidatórias por parte das tropas russas, porém garantiram não responder com violência. Em um caso específico, os soldados ucranianos da base aérea de Belbek marcharam desarmados de seu quartel até a fronteira em que se encontravam os russos, onde foram parados por sentinelas que dispararam tiros de advertência e os cercaram. Diversos jornalistas registraram o incidente. Navios de guerra ucranianos também ficaram presos, na prática, no porto de Sebastopol em que se encontravam.
Em 6 de março, membros do parlamento crimeano formalizaram o pedido ao governo russo para que a região passasse a fazer parte da Federação Russa, com a realização do referendo estipulada para 16 de março. O governo central ucraniano, os Estados Unidos e a União Europeia questionaram a legitimidade do pedido e do referendo. O artigo 73 da Constituição da Ucrânia afirma: "Alterações ao território da Ucrânia deverão ser resolvidas unicamente através de um referendo realizado em toda a Ucrânia". Observadores internacionais que se deslocaram à Ucrânia para avaliar a situação foram impedidos de cruzar a fronteira da Crimeia por militantes armados. Tropas russas afundaram um cruzador classe Kara russo, Otchakov, nas proximidades de Novoozerne, Yevpatoria, na costa oeste da Crimeia, para impedir que os navios de guerra ucranianos pudessem sair de seu porto, no lago Donuzlav.
Em 7 de março as tropas russas afundaram outro navio, uma embarcação de apoio a mergulhadores, para bloquear ainda mais o porto do lago Donuzlav.
No mesmo dia, o Parlamento da Crimeia publicou as questões que seriam feitas no referendo de 16 de março:
1. "Você apoia a reunião da Crimeia com a Rússia, na qualidade de membro da Federação Russa?"
2. "Você apoia o retorno da Constituição da República de Crimeia de 1992, e a manutenção do status da Crimeia como parte da Ucrânia?"

No dia 10 de março, 78 de um total de 100 integrantes do parlamento regional da Crimeia aprovaram a declaração de independência da península em relação à Ucrânia, na qual foi invocada a Carta das Nações Unidas, foi citado o precedente da independência do Kosovo e uma série de outros documentos internacionais que estabelecem o direito dos povos à autodeterminação; as autoridades de Kiev, por outro lado, afirmaram que não vão reconhecer a decisão de um parlamento que consideram ilegal.
No dia 15 de março de 2014, na véspera do referendo da Crimeia, o Conselho de Segurança da ONU se reuniu para votar por uma resolução que condenasse e não reconhecesse o referendo da Crimeia. 13 dos 15 países do Conselho votaram a favor da resolução, com a China se abstendo. Como a Rússia tem poder de veto, ela votou contra a resolução e, assim sendo, a resolução não foi aprovada.
No dia 16 de março de 2014 realizou-se o referendo. Apenas as cédulas que traziam uma única resposta positiva foram consideradas válidas. Não havia opção de manutenção do status quo. Os meios de comunicação da Ucrânia consideraram as questões como equivalentes a "junte-se à Rússia imediatamente, ou declare independência e então junte-se à Rússia". A constituição crimeana atual entrou em vigor em 1999, e o artigo 135 da constituição ucraniana estabelece que qualquer alteração nela deve ser aprovada pelo parlamento ucraniano.
Em 17 de março de 2014 o governo da República Autônoma da Crimeia anunciou o resultado final de seu referendo, apontando que cerca de 95,5% dos votos haviam optado pela primeira opção, que previa a anexação do território à Rússia. Com o resultado do referendo, o Parlamento da Crimeia aprovou por unanimidade e declarou, oficialmente, a Crimeia independente da Ucrânia ao mesmo tempo que oficializou o pedido de anexação à Rússia ao presidente Vladimir Putin Paralelo ao resultado do referendo, houve protestos e ameaças da Ucrânia e demais países, como Estados Unidos e União Europeia, que ressaltaram não reconhecer o resultado do referendo, que julgam ser constitucionalmente ilegal.
Em 18 de março o Kremlin declarou que a Crimeia havia passado a fazer parte da Federação Russa. O presidente Vladimir Putin fez um discurso a parlamentares russos no qual defendeu a reintegração da Crimeia à Rússia, assinado em seguida o tratado de anexação da península à Federação. O governo da Ucrânia, a União Europeia e os Estados Unidos reafirmaram suas discordâncias das declarações de Putin e do Kremlin.